# LTE Advanced
LTE Advanced es un estándar
 de comunicación móvil preliminar, formalmente inscrito como un candidato al sistema 4G a la ITU-T a finales de 2009, y con fecha estimada de finalización en 2011. Es estandarizado por la 3rd Generation Partnership Project (3GPP) como una mejora al estándar Long Term Evolution (LTE).
Elemento de lista de viñetas

## Antecedentes
El formato LTE fue propuesto en sus inicios por NTT DoCoMo de Japón y ha sido adoptado como el estándar internacional. La estandarización de LTE ha alcanzado en este momento un estado maduro donde los cambios en la especificación son limitados a correcciones y parches. El primer servicio comercial lanzado en Escandinavia en diciembre de 2009 fue seguido por los Estados Unidos y Japón en 2010. Los primeros lanzamiento de redes LTE son esperados a ser implementados globalmente durante 2010 como una evolución natural a varios sistemas 2G y 3G, incluyendo Sistema global para las comunicaciones móviles (GSM) y Sistema Universal de Telecomunicaciones Móviles (UMTS) (3GPP así como 3GPP2).
Siendo descrito como una tecnología 3.9G (más allá de 3G pero anterior a 4G), el primer lanzamiento de LTE no alcanza los requerimientos de 4G de la IMT Advanced también llamados IMT Advanced definidos por la Unión Internacional de Telecomunicaciones como los picos de tasas de datos más allá de 1 Gbit/s. La Unión Internacional de Telecomunicaciones ha promovido la inscripción de candidatos de Tecnologías de Interfaz de Radio siguiendo sus requerimientos como se menciona en su circular. LTE Advanced debe ser compatible con el primer equipo lanzado de LTE y debe compartir frecuencias de banda con el primer lanzamiento de LTE.
La industria de comunicación móvil y las organizaciones de estandarización han iniciado el trabajo para las tecnologías 4G como LTE Advanced. Durante un taller en abril de 2008 en China, la 3GPP aprobó los planes para un futuro trabajo en Long Term Evolution (LTE). Un primer grupo de requerimientos de la 3GPP sobre LTE Advanced fue aprobado en junio de 2008. Además del pico de la tasa de datos de 1 Gbit/s que soporta completamente los requerimientos de 4G definidos por la ITU-R, también apunta a un cambio entre estados de energía más rápidos y una mejora en el rendimiento en el lado de la celda. Propuestas detalladas están siendo estudiadas dentro de los grupos.

## Comparativa con LTE-GSM  IMT Advanced
|                                                 |        | LTE        | LTE Advanced | IMT Advanced |
| Pico de velocidad de datos                      | Bajada | 300 Mbit/s | 1 Gbit/s     | 1 Gbit/s     |
| Pico de velocidad de datos                      | Subida | 75 Mbit/s  | 500 Mbit/s   | 1 Gbit/s     |
| Pico de la eficiencia del espectro [bit /s(Hz)] | Bajada | 15         | 30           | 15           |
| Pico de la eficiencia del espectro [bit /s(Hz)] | Subida | 3,75       | 15           | 6,75         |

Para poder cumplir con la normativa 4G de la UIT se tiene que usar el LTE Advanced, ya que con el LTE versión 8 se tienen problemas en la eficiencia del espectro de subida, esto se soluciona agregando portadoras al LTE versión 8, para adecuar y equiparar a la versión 10 que es la del LTE Advanced. Así se consigue la tasa de bits necesaria, además, retrocompatibilidad con la versión 8 y utilización flexible del ancho de banda.

## Propuestas
El objetivo de 3GPP LTE Advanced es alcanzar y sobrepasar los requerimientos de la ITU. LTE Advanced debe ser compatible con los primeros equipos LTE lanzados, y debe compartir frecuencia de bandas con el primer lanzamiento de LTE.
Uno de los importantes beneficios de LTE Advanced es la capacidad de tomar ventaja de la topología avanzada de las redes; redes optimizadas heterogéneas con una mezcla de macros con nodos de bajo consumo como picoceldas, femtoceldas y nuevos nodos de retransmisión. El próximo salto significativo rendimiento en las redes inalámbricas llegará de hacer lo mejor de la topología, y brindar una red cercana al usuario añadiendo muchos de estos nodos de bajo consumo. LTE Advanced incrementa considerablemente la capacidad y el cubrimiento y asegura equidad a los usuarios. LTE Advanced también permite a los proveedores poder usar anchos de banda ultra anchos, hasta 100 MHz de espectro soportando tasas de datos realmente altas.
En la fase de investigación muchas propuestas han sido estudiadas como candidatos para las tecnologías LTE Advanced. Las propuestas pueden ser ligeramente clasificadas en:
- Varios conceptos para repetidores
- Soluciones de antena UE Dual TX para SU-MIMO y diversidad MIMO
- Sistema escablable de ancho de banda excediendo los 20 MHz, potencialmente hasta los 100 MHz
- Optimización del área local de la interfaz aérea
- Red nómada y de área local y soluciones de movilidad
- Uso del espectro flexible
- Radio cognitiva
- Configuración y operación de red de forma automática y autónoma
- Precodificado mejorado y corrección de errores hacia adelante
- Administración y supresión de interferencias
- Asignación del ancho de banda asincrono para FDD
- OFDMA y SC-FDMA híbrido en enlace de subida
- MIMO coordinado UL/DL inter eNB

Un resumen del estudio realizado en la 3GPP puede encontrarse en TR36.912.

## Periodo de ejecución
La estandarización es esperada para ser incluida en el periodo de lanzamiento de la 3GPP Release 10. La importancia y el periodo de ejecución de LTE Advanced dependerá del éxito del LTE mismo. LTE Advanced se construirá enteramente en las especificaciones existentes de LTE Release 10 y no definida por una nueva serie de especificaciones. Si es posible, LTE Advanced será una actualización de software para las redes LTE.

## Demostraciones tecnológicas
- En febrero de 2007 NTT DoCoMo anunció la finalización de una prueba de 4G donde alcanzaron un máximo de transmisión de paquetes de aproximadamente 5 Gbit/s en la descarga usando una frecuencia de ancho de banda de 100 MHz a una estación móvil moviéndose a 10 km/h.[8]

### Recursos (Libros blancos, papeles técnicos, notas de aplicación)
- ITU-R le confiere IMT-Advanced (4G) estado a la 3GPP LTE – LTE es oficialmente 4G!]
- La guía de LTE / LTE Advanced

- Datos: Q1345402